# Justinijan II.
Justinijan II. (grško Ἰουστινιανός, Ioustinianós, latinsko Iustinianus), zaradi odrezanega nosa imenovan tudi Breznosi (grško Ρινότμητος, Rinotmētos), je bil zadnji bizantinski cesar iz Heraklijeve dinastije, ki je vladal od leta 685 do 695 in ponovno od leta 705 do 711, * 669, † 4. november 711.  
Tako kot njegov soimenjak Justinijan I. je bil tudi Justinijan II. ambiciozen vladar, ki je želel Rimskemu cesarstvu vrniti nekdanji sijaj. Primanjkovalo mu je prefinjenosti njegovega očeta Konstantina IV. In se je brutalno odzval na kakršno koli nasprotovanje njegovi volji. Brutalno obnašanje je povzročilo ogromno nasprotovanje in odstavitev v ljudski vstaji leta 695. Na prestol se je vrnil šele leta 705 s pomočjo bolgarske in slovanske vojske. Njegova druga vladavina je bila še bolj despotska od prve. Leta 711 se je proti njemu obrnila vojska, ga strmoglavila in nato ubila. 

## Življenjepis

### Prihod na prestol
Justinijan II. je bil prvi sin cesarja Konstantina IV. in njegove žene Anastazije. Oče ga je od otroštva vzgajal za svojega naslednika in ga je že leta 681 imenoval za socesarja. Leta 685 je pri šestnajstih letih nasledil svojega očeta kot samostojen cesar.
Justinjan II. je bil častihlepen in svojeglav vladar, ki se ni oziral na mnenje nasprotnikov  in je bil pravo nasprotje svojega uglajenega očeta Konstantina IV. Justinjan je bil kljub svojemu despotskemu obnašanju nadarjen  in dojemljiv vladar, kateremu je uspelo izboljšati stanje v  Bizantinskem cesarstvu. Bil je pobožen in prvi cesar, ki je na svojih kovancih poleg sebe upodabljal tudi Kristusa in poskušal zatreti razne poganske običaje in praznike, ki so se še obdržali v cesarstvu.

### Prvo vladanje
Ko je Justinijan zasedel bizantinski prestol, je bilo zaradi vojaških uspehov Konstantina IV. stanje v vzhodnih provincah Bizantinskega cesarstva stabilno. Justinijanu je po uvodnem pohodu proti Arabcem v Armeniji uspelo povečati davek, ki so mu ga vsako leto plačevali omajadski kalifi, in ponovno vzpostaviti oblast nad delom Cipra. Dohodke iz provinc Armenije in Iberije sta si cesarstvi delili.
Leta 687 je skladno s pogodbo s kalifatom iz Libanona umaknil 12.000 krščanskih Maronitov, ki so se stalno upirali Arabcem. Poleg njih je v 690. letih v  južno Malo Azijo, Epir in na Peloponez preselil veliko število libanonskih Mardaitov in prebivalcev Cipra, ki so bili znani kot dobri veslači in pomorščaki in z njimi okrepil svojo mornarico.
Justinijan je izkoristil obdobje miru na vzhodu za osvajanje izgubljenih ozemelj na Balkanu, ki so bila skoraj v celoti pod oblastjo slovanskih plemen. Leta 687 je svojo konjenico premestil iz Anatolije v Trakijo in v velikem vojnem pohodu v letih 688-689 porazil Bolgare v Makedoniji. Z zmago nad Bolgari si je odprl pot v Solun, ki je bil drugo najpomembnejše bizantinsko mesto v Evropi..
Podjarmljene Slovane je z Balkana preselil v Anatolijo in iz njih organiziral vojsko kakšnih 30.000 mož. S to vojsko je napadel Arabce in jih leta 693 v Armeniji premagal. Po zmagi se je slovanska vojska zaradi arabskega podkupovanja uprla. Cesar je upor Slovanov zatrl, vojno proti Arabcem pa je izgubil, tako da so Arabci leta 694-695 ponovno zasedli Armenijo.
Medtem je zaradi cesarjevega  krvavega preganjanja manihejcev in drugih narodnih običajev, ki niso bili v skladu s pravoslavjem, prišlo do nesoglasij v Cerkvi. Justinijan je zato leta 692 v Konstantinoplu  sklical tako imenovano Trullsko sinodo (Concilium Quinisextum), s katero je hotel uveljaviti svojo versko politiko. Cerkveni zbor je razširil in razčistil sklepe Petega in Šestega ekumenskega zbora, pri osvetljevanju razlik med vzhodno in zahodno cerkvijo (celibat, sobotni post) pa je prišlo do kompromisov v korist vzhodne cerkve. Papež Sergij I. takšnih sklepov koncila ni hotel podpisati, zato ga je dal Justinijan aretirati. Milica iz Rim in Ravene se je temu uprla in prestopila na papeževo stran.
Justinijan je mnogo prispeval k razvoju notranje organizacije cesarstva. V osrednji Grčiji je ustanovil novo provinco (temo) Helado in uvrstil voditelje petih glavnih provinc, Trakije v Evropi, Opsikiona, Anatolikona in Armeniakona v Mali Aziji ter obmorske province Karabisiani, med visoke državne uradnike. Poleg tega je poskušal zaščititi pravice kmečkih svobodnjakov,  ki so tvorili jedro rekrutov v bizantinski armadi, pred poskusi aristokracije, da bi se dokopala do njihove zemlje. S tem je prišel v neposreden spor z nekaterimi največjimi zemljiškimi posestniki v cesarstvu.
Če je njegova zemljiška politika ogrožala aristokracijo, pa je njegovo davčna politika ogrožala plebejsko prebivalstvo.  Justinijan je krepko povečal davke, s katerimi je zadovoljeval svoje potratno življenje in strast do gradnje dragih javnih zgradb. Versko nezadovoljstvo, spori z aristokracijo in nezadovoljstvo zaradi njegove politike preseljevanja je nazadnje pripeljalo do upora podložnikov. Leta 695 je izbruhnila vstaja pod vodstvom stratega Helade Leontija, ki se je razglasil za cesarja. Justinijana so odstavili in mu odrezali nos, s čimer so mu onemogočili ponoven prihod na prestol, in ga pregnali v Herson na Krimu.
Leontija je po treh letih vladanja odstavil in aretiral Tiberij Apsimar in zasedel njegov prestol.

### Izgnanstvo
Justinijan je v izgnanstvu začel kovati načrte in zbirati pomagače za vrnitev na bizantinski prestol. Za njegovo bivanje v Hesronu je bila odgovorna mestna oblast, zato so ga leta 702 ali 703 poskušali vrniti v Konstantinopel. Justinijanu je leta 704 uspelo s pomočjo hazarskega kagana Ibuzirja pobegniti v Hazarijo, kjer se je poročil s kaganovo sestro. Justinijan je ženo, katere hazarsko ime ni znano, po zgledu na ženo Justinijana I. preimenoval v Teodoro. Ibuzir jima je dal za doto posest in hišo v Fanagoriji na prehodu iz Črnega v Azovsko morje.
Politična klima v Bizantinskem cesarstvu se je po prihodu Tiberija III. na prestol hitro spremenila in Tiberij je ponudil Ibuzirju bogato nagrado za glavo njegovega svaka. Ibuzir je zato nad Justinijana poslal fanagorijskega tuduna Balgicina in kerškega tuduna Papacisa. Teodora je od podkupljenih sužnjev izvedela za njun načrt in z njim seznanila Justinijana. Justinijan je po banketu oba tuduna zadavil in z ladjo pobegnil k bolgarskemu kaganu Tervelu.
Tervel je Justinijanu obljubil  popolno vojaško pomoč za prevzem oblasti v Konstantinoplu, v zameno pa naj bi dobil veliko denarno odškodnino, naslov kaisarja in Justinijanovo hčerko Anastazijo za ženo. Spomladi leta 705 se je Justinijan s 15.000 bolgarskimi konjeniki pojavil pred konstantinopelskim obzidjem. Ker s tako majhno vojsko ni mogel osvojiti močno utrjenega mesta, je skupina njegovih spremljevalcev vdrla v mesto skozi opuščen vodovodni kanal pod mestnim obzidjem, zbrala Justinijanove somišljenike in ob polnoči izvedla državni udar. Justinijan je po ponovnem prihodu na prestol usmrtil svoja rivala Leontija in Tiberija in množico njunih privržencev, patriarha Kalinika I. Konstantinopelskega pa je odstavil in ga dal oslepiti.

### Drugo vladanje
Justinijanovo drugo vladanje je potekalo v znamenju neuspešnega vojskovanja z Bolgarijo in Omajadskim kalifatom in krutega zatiranja domače opozicije. Leta 708 je odstavil bolgarskega kana Tervela, katerega je po prihodu na prestol kronal za kaisarja in z izgovorom, da hoče povrniti ozemlja, ki jih je leta 705 za nagrado odstopil Tervelu, napadel Bolgarijo. Bolgari so Justinijana porazili in ga prisilili k umiku. Med državama se je kmalu zatem vzpostavilo premirje. Porazu z Bolgari so sledili porazi v Mali Aziji, kjer so  Arabci zasedli mesta v Kilikiji in leta 709-711 začeli prodirati v Kapadokijo.
Jusinijan se je bolj kot z Bolgari in Arabci ukvarjal s kaznovanjem svojih podložnikov v Raveni in Hersonu. Od papeža Janeza VII. je zahteval, naj prizna sklepe Trullske sinode in se leta 709 odpravil na kazenski pohod proti Raveni. Kazenski pohod mu je uspel in novi papež Konstantin je leta 710 obiskal Konstantinopel, ustregel nekaterim Justinijanovim zahtevam in obnovil stike s  cesarjem. Njegov obisk je zadnji obisk kakšnega papeža v Konstantinoplu vse do obiska papeža Pavla VI. v Istanbulu leta 1967.
Justinjanovo tiransko vladanje je sprožilo upor v Hersonu. Uporniki pod vodstvom izgnanega generala Bardana so vzdržali napad Justinijanove vojske in dosegli, da se jim je napadalska vojska pridružila. Uporniki so nato napadli in zavzeli Konstantinopel in razglasili Bardana za cesarja Filipika. Justinijan je bil medtem na poti v Armenijo in se ni mogel pravočasno vrniti v Konstantinopel, da bi ga obranil. Justinjana so aretirali in ga decembra 711 usmrtili, njegovo glavo pa so kot trofejo poslali novemu cesarju Bardanu.
Ko je Justinijanova mati izvedela za njegovo smrt, je z njegovim šestletnim sinom in socesarjem Tiberijem pobegnila v Blaherne in se zatekla v cerkev sv. Marije. Bardanovi zasledovalci so ju našli. Tiberija so pred cerkvijo umorili in izkoreninili Heraklijevo dinastijo.

## Družina
Justinijan II. je imel s prvo ženo Evdokijo najmanj eno hčerko
- Anastazijo, ki je bila zaročena z bolgarskim kanom Tervelom

Z drugo ženo Teodoro Hazarsko je imel sina 
- Tiberija, ki je bil od leta 706 do 711 njegov socesar.